# Ariwara no Muneyana
Ariwara no Muneyana est un nom japonais traditionnel ; le nom de famille (ou le nom d'école) précède donc le prénom (ou le nom d'artiste).
Ariwara no Muneyana ou Ariwara no Munehari (在原棟梁) (? - 898) est un poète et courtisan japonais de la première moitié de l'époque de Heian. Son père Ariwara no Narihira, grand-f ils de l'empereur Heizei, est aussi poète, comme ses fils Ariwara no Motokata et Fujiwara no Shigemoto no Haha. Il est considéré comme l'un des trente-six poètes immortels du Moyen Âge (Chūko Sanjūrokkasen).
En 885 il est promu au grade de Jugoi, tandis qu'il est aussi membre du Gagakuryō (es) et fonctionnaire de la province d'Aki, puis en 898 il est nommé gouverneur de la province de Chikuzen et meurt peu après.
Il participe à un utaawase (concours de waka) en 892. Quelques-uns de ses poèmes sont inclus dans plusieurs anthologies : quatre dans la Kokin Wakashū, deux dans la Gosen Wakashū et un dans la Shokugoshūi Wakashū.